# 杉山隆男
杉山 隆男（すぎやま たかお、1952年（昭和27年）11月25日 - 2023年（令和5年）10月19日）は、日本のノンフィクション作家、小説家。

## 来歴・人物
東京都千代田区出身。生家は神田神保町の「杉山書店」。
千代田区立一橋中学校、東京都立日比谷高等学校を経て一橋大学社会学部卒業。
高校時代は新聞部に所属し、新聞記者を目指し、大学在学中は仲間2人と総合雑誌『一橋マーキュリー』を創刊。5号まで初代編集長を務め、10年続き、約70人が巣立っていった。またその傍ら沢木耕太郎のアシスタントも担った。
就職試験では、日本経済新聞社、読売新聞社の両新聞社に合格し、読売の記者を選ぶ。配属された静岡支局では高校野球の取材に奔走するが、2年余りで退職。執筆活動に入る。
1986年、デビュー作である『メディアの興亡』（文藝春秋）で大宅壮一ノンフィクション賞、ベルリンの壁が崩壊した翌1990年、『きのうの祖国』（講談社）を上梓し、独語を学んでいた杉山は同書で、世紀末の東欧を克明に綴った。
1996年には、雑誌『SAPIO』（小学館）の自衛隊取材を経て書き上げた『兵士に聞け』（新潮社）で新潮学芸賞を受賞。同書では、レンジャー訓練に参加しPKOのテントで寝泊りするなど、3年間の密着取材を敢行した。
2000年には、『SAPIO』に連載した『日本封印』で小説家としてもデビュー。このほか、1994年から2年間、NHKのトーク番組『にんげんマップ』のキャスターとなり、ゲストと向き合った。
遺稿は、能登大地震を特集した『週刊新潮』迎春特大号（2024年1月18日号）に掲載された。

## 親族
祖父の杉山市三郎は、日本橋の丸善本店で丁稚奉公した後、大正初めに書籍商から出版業に転じ、杉山書店を興した。
写真家の杉山正巳は兄。

## 著書

### ノンフィクション
- 『メディアの興亡』（1986年6月、文藝春秋）、各（上・下）で、のち新潮文庫、文春文庫（1998年）
- 『きのうの祖国 - 東欧崩壊』（1990年12月、講談社）、ちくま文庫（1999年）
  - 改題『世界を変えた50日』 講談社文庫（1993年）
- 『東ドイツ解体工場』（1991年1月、講談社）
  - 改題『「世界」崩壊－それはベルリンで始まり、日本で続いている』 講談社+α文庫（2009年）
- 『兵士に聞け』（1995年7月、新潮社）、のち新潮文庫、小学館文庫（2007年）
- 『兵士を見よ』（1998年9月、新潮社）、のち新潮文庫、小学館文庫（2007年）
- 『誰かに、似ている』（2002年9月、新潮社）
- 『社長という人生』（2003年6月、新潮社）
- 『兵士を追え』（2005年8月、新潮社）、小学館文庫（2007年）
- 『兵士に告ぐ』（2007年6月、小学館）、小学館文庫（2010年）
- 『「兵士」になれなかった三島由紀夫』（2007年7月、小学館）、小学館文庫（2010年）
- 『自衛隊が危ない』（2009年4月、小学館101新書）
- 『プライド・オブ・YEN　日本の誇りを賭けた「鳩山」のクーデター』（2009年8月、講談社+α新書）。鳩山威一郎の評伝
- 『昭和の特別な一日』（2012年1月、新潮社）
- 『兵士は起つ　自衛隊史上最大の作戦』（2013年2月、新潮社）、新潮文庫（2015年）、扶桑社新書（2020年）
- 『兵士に聞け　最終章』（2017年2月、新潮社）、新潮文庫（2019年）
- 『私は自衛官　九つの彼女たちの物語』（扶桑社、2022年6月）、兵士シリーズ新章

### 小説
- 『日本封印  「琉球独立」か「日本占領」か （上下）』（2000-2001年、小学館）。近未来ノベル
- 『汐留川』（2004年10月、文藝春秋）、文春文庫（2007年）
- 『言問橋』（2006年12月、文藝春秋）
- 『私と、妻と、妻の犬』（2015年4月、新潮社）
- 『デルタ　陸自「影」の兵士たち』（2018年10月、新潮社）
- 『OKI－囚われの国』（2020年9月、扶桑社）